# Vale da Amoreira (Manteigas)
Vale de Amoreira es una freguesia portuguesa del concelho de Manteigas, con 16,60 km² de superficie y 261 habitantes (2001). Su densidad de población es de 15,7 hab/km².